# Międzygóry (rejon złoczowski)
Międzygóry (ukr. Межигори) – wieś na Ukrainie w rejonie złoczowskim obwodu lwowskiego.

## Historia
Dawniej grupa domów w Markopolu, w powiecie brodzkim. Właścicielem dóbr ziemskich Międzygóry był m.in. hrabia Włodzimierz Dzieduszycki.
Do 2020 w rejonie brodzkim. 